# Kentarō Minagawa
Kentarō Minagawa (jap. 皆川賢太郎 Minagawa Kentarō; ur. 17 maja 1977 w Yuzawa) – japoński narciarz alpejski, slalomista.

## Kariera
Po raz pierwszy na arenie międzynarodowej Kentarō Minagawa pojawił się 10 sierpnia 1994 roku w Coronet Peak, gdzie w lokalnych zawodach zajął piętnaste miejsce w gigancie. W 1995 roku wystąpił na mistrzostwach świata juniorów w Voss, zajmując dwunaste miejsce w slalomie i 36. miejsce w gigancie. Podczas rozgrywanych rok później mistrzostw świata juniorów w Schwyz był między innymi piąty w slalomie i dziewiąty w gigancie. W zawodach Pucharu Świata zadebiutował w 26 października 1997 roku w Tignes, gdzie nie zakwalifikował się do drugiego przejazdu w gigancie. Pierwsze pucharowe punkty wywalczył 23 stycznia 2000 roku w Kitzbühel, zajmując szóste miejsce w slalomie. Najwyższą lokatę w zawodach tego cyklu uzyskał 15 stycznia 2006 roku w Wengen, gdzie w slalomie był czwarty. Walkę o podium przegrał tam z Niemcem Aloisem Voglem o 0,11 sekundy. Najlepsze wyniki osiągał w sezonie 2005/2006, kiedy zajął 37. miejsce w klasyfikacji generalnej, a wśród slalomistów był jedenasty.
Minagawa kilkukrotnie startował na mistrzostwach świata, najlepszy wynik osiągając podczas rozgrywanych w 2001 roku mistrzostw świata w St. Anton, gdzie w slalomie zajął dziesiąte miejsce. Był też między innymi czwarty w tej konkurencji na igrzyskach olimpijskich w Turynie. Walkę o brązowy medal przegrał tam z Austriakiem Rainerem Schönfelderem o 0,03 sekundy. Wielokrotnie zdobywał medale mistrzostw Japonii, w tym złote w slalomie w latach 1997, 2003 i 2009 oraz gigancie w latach 1998-1999. W 2014 roku zakończył karierę.
Jego żoną jest narciarka dowolna, Aiko Uemura.

## Osiągnięcia

### Igrzyska olimpijskie
| Miejsce | Dzień     | Rok  | Miejscowość    | Konkurencja | Czas biegu  | Strata  | Zwycięzca          |
| ------- | --------- | ---- | -------------- | ----------- | ----------- | ------- | ------------------ |
| DNF     | 19 lutego | 1998 | Nagano         | Gigant      | 2:38,51 min | -       | Hermann Maier      |
| DNF     | 21 lutego | 1998 | Nagano         | Slalom      | 1:49,31 min | -       | Hans Petter Buraas |
| DNF     | 23 lutego | 2002 | Salt Lake City | Slalom      | 2:23,28 min | -       | Jean-Pierre Vidal  |
| 4.      | 25 lutego | 2006 | Turyn          | Slalom      | 1:43,14 min | +1,04 s | Benjamin Raich     |
| DNF     | 27 lutego | 2010 | Whistler       | Slalom      | 1:39,32 min | -       | Giuliano Razzoli   |

### Mistrzostwa świata
| Miejsce | Dzień     | Rok  | Miejscowość          | Konkurencja | Czas biegu  | Strata  | Zwycięzca       |
| ------- | --------- | ---- | -------------------- | ----------- | ----------- | ------- | --------------- |
| 10.     | 10 lutego | 2001 | St. Anton am Arlberg | Slalom      | 1:39,66 min | +1,87 s | Mario Matt      |
| DNF1    | 16 lutego | 2003 | St. Moritz           | Slalom      | 1:40,66 min | –       | Ivica Kostelić  |
| DNF2    | 12 lutego | 2005 | Bormio               | Slalom      | 1:41,34 min | –       | Benjamin Raich  |
| DNF1    | 15 lutego | 2009 | Val d’Isère          | Slalom      | 1:44,17 min | -       | Manfred Pranger |

### Mistrzostwa świata juniorów
| Miejsce | Dzień     | Rok  | Miejscowość | Konkurencja | Czas biegu  | Strata  | Zwycięzca          |
| ------- | --------- | ---- | ----------- | ----------- | ----------- | ------- | ------------------ |
| 12.     | 19 marca  | 1995 | Voss        | Slalom      | 1:32,12 min | +3,29 s | Florian Seer       |
| 36.     | 21 marca  | 1995 | Voss        | Gigant      | 1:58,91 min | +9,09 s | Christoph Gruber   |
| 55.     | 28 lutego | 1996 | Schwyz      | Supergigant | 1:26,76 min | +5,37 s | Didier Défago      |
| 9.      | 1 marca   | 1996 | Schwyz      | Gigant      | 2:03,09 min | +2,24 s | Rainer Schönfelder |
| 5.      | 3 marca   | 1996 | Schwyz      | Slalom      | 1:31,71 min | +1,06 s | Benjamin Raich     |

### Puchar Świata

#### Miejsca w klasyfikacji generalnej
- sezon 1999/2000: 70.
- sezon 2000/2001: 52.
- sezon 2001/2002: 90.
- sezon 2002/2003: 118.
- sezon 2004/2005: 60.
- sezon 2005/2006: 37.
- sezon 2006/2007: 116.
- sezon 2007/2008: 97.
- sezon 2008/2009: 137.
- sezon 2009/2010: 107.

#### Miejsca na podium
Minagawa nie stawał na podium zawodów PŚ.